# Ti lascio andare
Ti lascio andare è un singolo del cantante italiano Alberto Urso, pubblicato il 5 luglio 2019.

## Tracce
1. Ti lascio andare – 3:00